# René Quillivic (sculpteur)
Pour les articles homonymes, voir René Quillivic.
 (avril 2013).
Si vous disposez d'ouvrages ou d'articles de référence ou si vous connaissez des sites web de qualité traitant du thème abordé ici, merci de compléter l'article en donnant les références utiles à sa vérifiabilité et en les liant à la section « Notes et références ».
René Quillivic né le 13 mai 1879 à Plouhinec (Finistère) et mort le 8 avril 1969 à Paris est un sculpteur, peintre, graveur et céramiste français.

## Biographie
René Quillivic est issu d'une modeste famille de Plouhinec. Dans sa jeunesse, parlant breton, il ignorait la langue française.
Il se prépare à exercer le métier de menuisier-charpentier et effectue le tour de France des Compagnons du Devoir pendant lequel il apprend la langue française, apprenant ensuite l'alphabet pendant son service militaire. Ayant bénéficié d'une bourse du conseil général du Finistère, il s'oriente vers la sculpture et part se former à l'École des beaux-arts de Paris. Il travaille en 1905 dans l'atelier d'Antonin Mercié. Il expose au Salon de la Société nationale des beaux-arts, au Salon des indépendants et au Salon des artistes français. En 1907, il remporte la médaille d'or du Salon des beaux-arts avec son groupe des Sonneurs bretons. L'année suivante, sa Brodeuse de Pont-l'Abbé lui permet d'obtenir une bourse pour voyager en Afrique du Nord et en Italie. Dès avant 1920, il rejoint la Société de la gravure sur bois originale. Il rejoint la 23e promotion des artistes de la Casa de Velázquez, ce qui lui permet de séjourner à Madrid en 1952-1953. 
Il est le père de René Quillivic (1925-2016), graveur de timbres poste, et beau-père de Claudine Béréchel (1925-2011), médailleuse.
Son atelier est situé au 73, boulevard de Montmorency à Paris, le long de la ligne de Petite Ceinture. Cette construction en béton armé a été réalisée par l'architecte Pierre Patout en 1925. L'entrée de son atelier est cantonnée par deux statues : Femme de Ploaré et Femme d'Audierne. Les poignées de portes sont des têtes de femme,.
René Quillivic meurt à Paris le 8 avril 1969.

## Œuvre
Sculpteur pacifiste, l'inspiration de René Quillivic est issue principalement de sa Bretagne natale où il obtient de nombreuses commandes de statues (groupe des Sonneurs de biniou au centre de Plozévet), sculptées souvent en kersantite. Il sculpte les quatre statues de jeunes paysans et paysannes (deux couples, l'un de Léonards et l'autre de Cornouaillais) qui ornent les deux extrémités du pont Albert-Louppe entre Brest et Plougastel-Daoulas. Quant à la statue de La Bigoudène qui marque la limite entre le Pays Bigouden et le cap Sizun, inaugurée en 1961, son modèle, selon la tradition locale[réf. nécessaire], aurait été la cousine de l'écrivain Pierre-Jakez Hélias, employée de la famille de Georges et Albert Le Bail, anciens députés-maires de Plozévet. Il recevra commande de la Ville de Saint-Malo d'un Monument à la mémoire du commandant Charcot qui sera inauguré sur le quai Sébastopol.
Il est aussi l'auteur du Monument des Forces françaises libres de l'Île-de-Sein, inauguré par le général De Gaulle le 7 septembre 1960.
Son œuvre sculpté s'inspire des motifs bigoudens et celtiques. Il a utilisé les granits bretons, le plus souvent la kersantite. Sans faire partie du mouvement des Seiz Breur, il renouvelle les thèmes traditionnels, en particulier quand il travaille, à la demande de Jules Verlingue, pour la faïencerie HB à Quimper. Il y crée, entre autres, le modèle de La Cueilleuse de fraises (jeune fille de Plougastel).

### Les monuments aux morts
Quillivic a aussi sculpté 22 monuments aux morts en Basse Bretagne, leur assignant une place tout à fait à part dans l'histoire de l'art, s'attachant moins à montrer le sacrifice du poilu mourant ou mort que l'« évocation du sacrifice tel qu'il se reflète dans les yeux et dans l'attitude de tous ceux qui souffrent de ne plus avoir le disparu à leurs côtés », représentant par exemple un père (Sébastien Le Gouill, endeuillé par la perte de ses trois fils et de l'un de ses gendres), à Plozévet, une mère à Carhaix, une sœur de l'aviateur Le Bourhis à Bannalec, une orpheline à Coray, le poilu disparu apparaissant quelquefois, mais comme par surcroît.
Son premier monument aux morts est antérieur à la Première Guerre mondiale puisqu'il date de 1913 (Monument commémoratif aux marins bretons victimes de l'explosion du cuirassé “Liberté” à Toulon).
Il réalise à la demande de sa veuve en 1917 le Monument aux morts de la guerre 1914-1918 dédié à la mémoire d'Henri de Polignac, mort au combat en 1915 et maire de Pont-Scorff. Ce monument est devenu par la suite le monument aux morts de Pont-Scorff.
Après la Première Guerre mondiale, la municipalité de Saint-Pol-de-Léon lui commanda son premier monument aux morts.
L'après-guerre est une occasion d'exercer son art dans la confection de nombreux monuments aux morts, dont certains d'inspiration pacifiste, principalement dans son département du Finistère (Carhaix, Coray, Fouesnant, Plouhinec, Plouyé, Plozévet, Pont-Croix, Saint-Pol-de-Léon, mais aussi dans les Côtes d'Armor comme à Loudéac).
Sa mère, qui lui a souvent servi de modèle, portant la coiffe du Cap Sizun, figure, sculptée dans le granit, appuyée à la stèle du monument aux morts de sa commune natale à Plouhinec. Non loin de là, le buste en bronze de sa mère orne le pignon de sa maison natale. On l'a surnommé « l'imagier des morts de Bretagne ».
En 1927, la Chambre des députés lui commande le Monument de la douleur bretonne érigé à la Pointe Saint-Mathieu, amer de quinze mètres de haut surplombé d'un buste de femme dévorée par le chagrin, taillée dans un seul bloc de granit d'au moins dix tonnes, dont les longues mains se tordent, crispées d'angoisse.

### Le graveur
Dès 1912, René Quillivic se tourne vers la gravure sur bois. Cette technique graphique lui permet d'exprimer ce qu'il ne peut réaliser par la sculpture. Il réalise une série de douze gravures sur bois intitulée L'Histoire de la mer, et des illustrations pour le livre Souvenir d'enfance et de jeunesse d'Ernest Renan. La revue L'Art et les Artistes, dans son numéro d'octobre 1930, publie des reproductions de trois gravures sur bois de René Quillivic : Devant Dieu (1919), Saint Edwet (1921) (en fait une reproduction de la chapelle Sainte-Edwette en Esquibien) et La Vague.

### Le céramiste
René Quillivic a aussi conçu des statuettes, plats et vases en céramique, la plupart étant exécutés par Jules Verlingue à Quimper.

## Œuvres dans les collections publiques
- Brest, musée des Beaux-Arts : Pluie fine sur le môle d'Audierne, 1921, huile sur toile, 54,2 × 65 cm[12].
- Quimper, musée départemental breton : fonds d'œuvres de René Quillivic, sculptures (marbres, bronze, plâtres), céramiques (terres cuites, faïences et grès de Quimper), gravures sur bois.

## Expositions
- 1997 : René Quillivic père et fils, et Claudine Béréchel, musée de la Faïence de Quimper.